# 正雲寺
正雲寺(しょううんじ)は岐阜県高山市の城山西麓にある曹洞宗の寺院で、山号は慈恩山。飛騨三十三観音霊場8番札所である。
慶長12年(1607年)に縁室良淳和尚により岩手県岩崎村(現在の岩手県北上市和賀町岩崎)に永徳寺として建立された。
明治時代に至って寺運が傾き存亡の危機に陥ったために寺基の移転を模索していたところ、飛騨市古川町の林昌寺住持の松下器外和尚のとりなしにより高山の名士永田道敏が中興開基となって現在地に移転した。
移転に当たって永平寺64世森田悟由を勧請開山とし、寺号を正雲寺と改めて永平寺の直末寺となった。
本尊の釈迦牟尼如来の他、森田悟由がもたらした観音菩薩を飛騨三十三観音霊場の札所の本尊として祀っている。